# Phylloscopus ibericus
El mosquitero ibérico (Phylloscopus ibericus) es una especie de ave paseriforme de la familia Phylloscopidae que habita en la península ibérica y África. Es un pájaro de pequeño tamaño, con las partes superiores de su cuerpo de tonos verdosos y las inferiores y la cara amarillentas. Su apariencia es muy similar al mosquitero común, pero de colores más vivos. Su alimentación es principalmente insectívora.

## Taxonomía
Inicialmente se consideró a las poblaciones de mosquitero de la península ibérica como una subespecie del mosquitero común, como Phylloscopus collybita brehmii, cuando posteriores estudios revelaron que había diferencias suficientes para considerarlas especies diferentes, con una tasa de divergencia del 4,6 % del ADN mitocondrial, se nombró como la especie Phylloscopus brehmii, pero cuando un estudio posterior determinó que el ejemplar tipo que se había usado para la descripción de este taxón resultó no ser el de un mosquitero ibérico, sino un juvenil de mosquitero común, se invalidó el taxón y finalmente se le asignó el nombre binomial Phylloscopus ibericus.
Los estudios taxonómicos parecen indicar que los mosquiteros ibéricos son el linaje más antiguo entre los mosquiteros, que se separó de los mosquiteros comunes hace dos millones de años, al quedarse aislados los mosquiteros ibéricos en la península durante las glaciaciones del Pleistoceno, y que los mosquiteros comunes regresaron a la península ibérica durante el periodo interglaciar.

### Subespecies
En el mosquitero ibérico se diferencian dos subespecies:
- P. i. ibericus, que cría en la mitad sur de la península ibérica y norte de África.
- P. i. biscayensis, que cría en la mitad norte de la península ibérica.

## Descripción

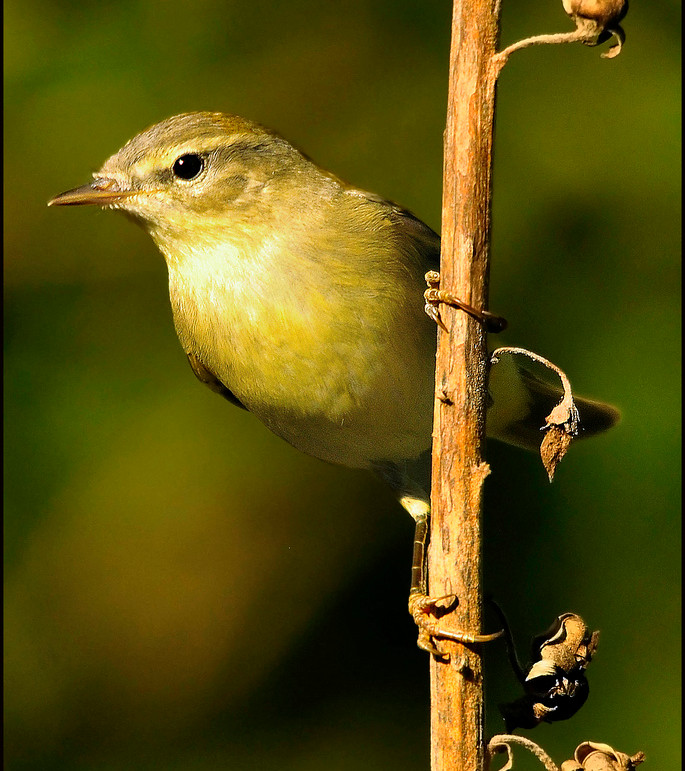
El plumaje de sus partes superiores es verde oliváceo y el de las inferiores amarillento.

Se trata de un pájaro de pequeño tamaño, que mide de diez a once centímetros y pesa de 7 a 8,25 g. Las partes superiores de su cuerpo son de tonos verdosos, mientras que su rostro y las partes inferiores son amarillentas. Aunque su apariencia es muy similar a la de los mosquiteros comunes (P. collybita) tienen colores más vivos, el verde del obispillo y los hombros es más intenso y su cara y garganta son de un amarillo más intenso. Presenta lista ocular y brida también oliváceas. Sus alas son más apuntadas que las del mosquitero común y su cola algo más larga. Sus patas suelen ser de color marrón. Ambos sexos tienen un aspecto similar y es difícil distinguirlos a simple vista.
Esta especie difiere notablemente de P. collybita en sus cantos y llamadas.

## Distribución y hábitat
El área de cría de esta especie se encuentra en la península ibérica y el norte de África. La población europea se estima entre trescientas sesenta y quinientas treinta mil parejas reproductoras, lo que supone el noventa por ciento de la población mundial. El país con la principal población reproductora es España, donde anidan entre trescientos cuarenta mil y cuatrocientas mil parejas reproductoras.
Aunque las poblaciones sureñas puedan dispersarse a distancias cortas la mayoría de los mosquiteros ibéricos son aves migratorias de larga distancia, que atraviesan el desierto del Sáhara para dirigirse a sus cuarteles invernales en África occidental, distribuyéndose desde Senegal por el sur de Mali, Burkina Faso y el norte de Ghana.
El mosquitero ibérico prefiere los hábitat montañosos y premontañosos, con bosques abiertos, bosques de ribera o sotobosques.

## Reproducción
La época de cría empieza entre febrero y marzo y dura hasta septiembre. Ponen de cuatro a siete huevos que incuban durante trece a quince días.

### Hibridación
Existe una pequeña zona, de unos 20 km de ancho, en los pirineos occidentales donde las áreas de cría de esta especie y el mosquitero común solapan y se produce hibridación entre ambas, casi siempre entre machos de P. ibericus y hembras de P. c. collybita. Los híbridos aparentemente muestran una aptitud muy reducida; las hembras híbridas parecen ser estériles, en consonancia con la regla de Haldane.